# Paramètre d'incertitude
Le paramètre d'incertitude U est un paramètre introduit par le Centre des planètes mineures (MPC) pour quantifier de manière concise l'incertitude de la solution orbitale perturbée d'un objet mineur. C'est un entier compris entre 0 et 9, où 0 indique une incertitude très faible et 9 une incertitude extrêmement élevée. En pratique, U est rarement supérieur à 6.

## Définition
Le paramètre U se calcule de la manière suivante :
Tout d'abord, il faut calculer le paramètre R (runoff) :
{\displaystyle R=({\mathrm {d} }T\cdot e+{\frac {10}{P}}\cdot {\mathrm {d} }P)\cdot {\frac {k_{0}}{P}}\cdot 3600\cdot 3}
où :
- dT est l'incertitude sur le moment du périhélie, en jours
- e est l'excentricité
- P est la période orbitale, en années
- dP est l'incertitude sur la période orbitale, en jours
- k0 est la constante gravitationnelle de Gauss, en degrés : {\displaystyle k_{0}={\frac {180\mathrm {deg} }{\pi \mathrm {rad} }}\times 0{,}017\,202\,098\,95\;A^{\frac {3}{2}}\;D^{-1}\ S^{-{\frac {1}{2}}}}
  - {\displaystyle {A}} l'unité astronomique,
  - {\displaystyle {D}} le jour solaire moyen,
  - {\displaystyle {S}} la masse solaire (ces trois unités étant celles du système astronomique d'unités).
- 3600 est le facteur de conversion des degrés aux secondes d'arc
- 3 est un facteur empirique pour que l'erreur formelle calculée soit plus proche de la réalité
- R est le décalage (runoff en anglais) de longitude sur l'orbite, en secondes d'arc par décennie.

Le paramètre R est ensuite converti en le « paramètre d'incertitude », noté U, qui est un nombre entier compris entre 0 et 9 :
{\displaystyle U=\mathrm {E} \left({\frac {\mathrm {ln} (R)}{C}}\right)+1}
où :
- E est la fonction partie entière : par exemple, E(3,5) = 3 et E(-0,5) = -1.
- ln est la fonction logarithme népérien
- C est une constante : C = ln(648 000)/9 ≈ 1,49

Si le U obtenu est négatif, on prend U = 0 ; si le U obtenu est plus grand que 9, on prend U = 9.
En résumé, on a :
| U | Runoff (arcsec/décennie) |
| - | ------------------------ |
| 0 | < 1,0                    |
| 1 | 1,0~4,4                  |
| 2 | 4,4~19,6                 |
| 3 | 19,6~86,5                |
| 4 | 86,5~382                 |
| 5 | 382~1692                 |
| 6 | 1692~7488                |
| 7 | 7488~33121               |
| 8 | 33121~146502             |
| 9 | > 146 502                |

## Utilisation
La page web du JPL Small-Body Database désigne le "paramètre d'incertitude U" du MPC comme le "code de condition" (en anglais condition code).
Cette incertitude est liée à plusieurs paramètres entrant dans le processus de détermination des orbites, dont le nombre d'observations (de mesures), la durée couverte (arc d'observation), leur qualité (radar ou optique) et leur géométrie. Parmi ces paramètres, la durée couverte a généralement l'effet le plus important sur l'incertitude de l'orbite.
Des objets tels que 1995 SN55 ayant un code de condition (paramètre d'incertitude U) égal à E[Quoi ?] sont considérés comme perdus.
L'astéroïde aréocroiseur 2004 BX159, qui a une très courte période d'observation (3 jours) et un paramètre d'incertitude de 9, a une grande zone d'incertitude qui donne une probabilité cumulée d'impact d'environ 1 sur 2,1 milliards.
L'astéroïde Aten 1994 WR12 a un paramètre d'incertitude de 8 et la prochaine période favorable pour l'observer ne surviendra pas avant novembre 2044 ; l'incertitude de son orbite le conduira à passer quelque part entre 0,03 et 0,19 unité astronomique de la Terre.